# Tânia Ribas de Oliveira
Tânia Ribas Dias de Oliveira (São Jorge de Arroios, 18 de Junho 1976) é uma apresentadora de televisão portuguesa.

## Biografia e carreira
Nascida na Clínica de São Gabriel na freguesia de São Jorge de Arroios em Lisboa no dia 18 de Junho de 1976, foi baptizada na Igreja de N.ª Sra. da Conceição de Queluz no dia 16 de Janeiro de 1977.
Praticou ginástica no Sporting Clube de Portugal, durante 25 anos.
Licenciou-se em Sociologia do Trabalho, variante de Recursos Humanos, no Instituto Superior de Ciências Sociais e Políticas, da Universidade Técnica de Lisboa.
O seu primeiro trabalho televisivo foi como repórter de exteriores da Sport TV, no ano 2000.
Estagiou na RTP em 2002–2003, canal onde se encontra actualmente.Trabalhou no programa Bom Dia Portugal, como repórter de exteriores na Volta a Portugal em Bicicleta, na Operação Triunfo, no programa Praça da Alegria juntamente com Hélder Reis, co-apresentou o programa Só Visto, tais como outras galas e directos especiais do canal. Fez também parte da equipa do teletexto.
Apresentou o concurso A Herança.Desde o dia 18 de Setembro de 2006 até Maio de 2007 apresentou o concurso diário Lingo, sendo depois substituída por Isabel Angelino. A partir do dia 8 de Julho de 2007 começou a apresentar o concurso A Herança de Verão.
Desde o dia 17 de Setembro de 2007 até Janeiro de 2013 apresentou o programa Portugal no Coração (talk show da tarde), com João Baião.
Apresentou também Praça da Alegria ao lado de João Baião, e depois sozinha. Nas tardes da RTP, João e Tânia formaram uma das duplas mais acarinhadas pelo público português, e por dividirem tantos anos juntos a apresentação de vários programas, os dois tornaram-se grandes amigos, sendo João o padrinho do filho mais novo da apresentadora, Pedro, nascido em 2015.
Em 2014, escreveu o seu primeiro livro infantil - Manel, o Menino Que Gostava de Comboios, e em 2016, As Pérolas das Nossas Crianças. Estas duas obras são baseadas em algumas "pérolas" do seu filho mais velho, Tomás outras que recolheu dos filhos dos seus seguidores do blog e das redes sociais.
Apresentou também Fatura da Sorte, e desde 22 de Setembro de 2014, até 2019, Agora Nós também na RTP, em dupla com José Pedro Vasconcelos. 
Em 2018 apresentou, juntamente com Sónia Araújo, a 2.ª semifinal do Festival RTP da Canção 2018, na RTP. Até hoje tem sido apresentadora do festival, bem como outras emissões especiais da RTP.
A par do seu percurso televisivo, criou o blog "O Nosso T2". Nesta plataforma digital, encontram-se artigos sobre psicologia infantil, dicas sobre bebés e saúde, receitas rápidas e saudáveis, e também várias histórias e acontecimentos da sua vida pessoal, que incluem o seu dia a dia de trabalho e a sua vida com os dois filhos, Tomás e Pedro. O crescimento do blog tem sido constante e já conta com mais de 100.000 visitas mensais.
Apresenta a solo, desde o dia 22 de abril de 2019, o programa das tardes da RTP, A Nossa Tarde. O programa foi pensado a partir da essência da comunicadora, com uma lado mais emocional, com base em histórias com um final feliz, e um lado muito divertido.
Em setembro de 2024, lançou o livro - Ser Feliz Nos Dias Normais, que foi escrevendo ao longo de vários anos, exprimindo o que vivia e sentia. Nas redes sociais, a apresentadora justificou a escrita do livro pela vontade de dar a conhecer quem é e de onde vem ao público que a assiste. O prefácio da obra foi escrito pelo apresentador e amigo de Tânia, José Carlos Malato.

## Vida pessoal
Filha de Fernanda Oliveira e Carlos Oliveira, e irmã mais velha de Miguel Oliveira e Francisco Oliveira, nasceu a 18 de junho de 1976, na freguesia de São Jorge de Arroios, em Lisboa. Miguel Oliveira, irmão mais novo da apresentadora, é ator e participou na novela da SIC, A Promessa.
É casada pela Igreja com João Cardoso desde 25 de Julho de 2009, sendo mãe de dois filhos, Tomás Cardoso (18 de dezembro de 2012) e Pedro Cardoso (7 de julho de 2015). 
É também adepta assumida do Sporting Clube de Portugal, onde praticou ginástica durante 25 anos.

## Televisão
| Ano                       | Projeto                                      | Notas                                            | Canal |
| ------------------------- | -------------------------------------------- | ------------------------------------------------ | ----- |
| 1999 - 2000               | Programa infanto-juvenil                     | Co-Apresentadora                                 | RTP1  |
| 2002 - 2003               | Bom Dia Portugal                             | Repórter                                         | RTP1  |
| 2003                      | Operação Triunfo 1 - Diários                 | Apresentadora                                    | RTP1  |
| 2003                      | Há Volta                                     | Co-Apresentadora                                 | RTP1  |
| 2003 - 2004               | Operação Triunfo 2 - Diários                 | Apresentadora                                    | RTP1  |
| 2004                      | Tou Contigo Neste Sonho                      | Apresentadora                                    | RTP1  |
| 2004                      | Euro 2004                                    | Co- Apresentadora, editora e repórter            | RTP1  |
| 2004                      | Diário Olímpico                              | Editora e repórter                               | RTP1  |
| 2004                      | Só Visto!                                    | Co- apresentadora                                | RTP1  |
| 2005                      | Música no Ar                                 | Co- apresentadora                                | RTP1  |
| 2005                      | Contra Informação                            | Co- apresentadora                                | RTP1  |
| 2005                      | Praça da Alegria                             | Apresentadora substituta                         | RTP1  |
| 2005 - 2006               | Praça da Alegria                             | Repórter de Exteriores                           | RTP1  |
| 2006                      | Prova de Amor                                | Apresentadora, ao lado de Jorge Gabriel          | RTP1  |
| 2006 - 2007               | A Herança "de Verão"                         | Apresentadora                                    | RTP1  |
| 2006 - 2007               | Lingo                                        | Apresentadora                                    | RTP1  |
| 2007 - 2013               | Portugal no Coração                          | Apresentadora, ao lado de João Baião             | RTP1  |
| 2008 - 2010 / 2020 - 2022 | Natal dos Hospitais                          | Co- Apresentadora                                | RTP1  |
| 2009 - 2010               | Programa das Festas                          | Co- Apresentadora                                | RTP1  |
| 2009 - 2015               | Verão Total                                  | Co- Apresentadora                                | RTP1  |
| 2013 - 2014               | Praça da Alegria                             | Apresentadora, ao lado de João Baião             | RTP1  |
| 2014                      | Fatura da Sorte                              | Apresentadora                                    | RTP1  |
| 2014 - 2019               | Agora Nós                                    | Apresentadora, ao lado de José Pedro Vasconcelos | RTP1  |
| 2017                      | 2.ª Semifinal do Festival RTP da Canção 2017 | Apresentadora, ao lado de Jorge Gabriel          | RTP1  |
| 2017 - 2018               | RTP Mais Perto                               | Co- Apresentadora                                | RTP1  |
| 2018                      | 2.ª Semifinal do Festival RTP da Canção 2018 | Apresentadora, ao lado de Sónia Araújo           | RTP1  |
| 2019                      | 1.ª Semifinal do Festival RTP da Canção 2019 | Apresentadora, ao lado de Sónia Araújo           | RTP1  |
| 2019 - presente           | A Nossa Tarde                                | Apresentadora                                    | RTP1  |
| 2019                      | 7 Maravilhas Doces de Portugal               | Co- Apresentadora                                | RTP1  |
| 2020                      | 1.ª Semifinal do Festival RTP da Canção 2020 | Apresentadora, ao lado de Jorge Gabriel          | RTP1  |
| 2020                      | 7 Maravilhas da Cultura Popular              | Co- Apresentadora                                | RTP1  |
| 2021                      | 2.ª Semifinal do Festival RTP da Canção 2021 | Apresentadora, ao lado de José Carlos Malato     | RTP1  |
| 2021                      | Férias Cá Dentro                             | Co- Apresentadora                                | RTP1  |
| 2021                      | 7 Maravilhas da Nova Gastronomia             | Co- Apresentadora                                | RTP1  |
| 2022                      | 2.ª Semifinal do Festival RTP da Canção 2022 | Apresentadora, ao lado de José Carlos Malato     | RTP1  |
| 2023                      | 1.ª Semifinal do Festival RTP da Canção 2023 | Apresentadora, ao lado de José Carlos Malato     | RTP1  |
| 2024                      | 1.ª Semifinal do Festival RTP da Canção 2024 | Apresentadora, ao lado de José Carlos Malato     | RTP1  |
| 2025                      | 2ª Semifinal do Festival RTP da Canção 2025  | Apresentadora, ao lado de Sónia Araújo           | RTP1  |

### Apresentação de emissões especiais / Outros
| Ano        | Projeto                                                | Notas | Canal       |
| ---------- | ------------------------------------------------------ | --- | ----------- |
| 2003       | É por Ti                                               | Co- Apresentadora | RTP1        |
| 2003       | Gala de Aniversário do Contra - Informação             | Co- Apresentadora | RTP1        |
| 2003       | Gala do Pirilampo Mágico                               | 6 intervenções em direto | RTP1        |
| 2003       | Canções de Lisboa                                      | Co- Apresentadora | RTP1        |
| 2003       | Abertura Oficial da XII Gymnaestrada Mundial de Lisboa | Repórter | RTP1        |
| 2003       | Abertura Oficial da XII Gymnaestrada Mundial de Lisboa | Ginasta | RTP1        |
| 2003       | Festa do Gil                                           | Repórter | RTP1        |
| 2003       | O Espadinha Faz Sorrir                                 | Apresentadora | RTP1        |
| 2004       | Vive o 2004                                            | Apresentadora | RTP1        |
| 2004       | Circo de Natal RTP                                     | Co- Apresentadora | RTP1        |
| 2004       | Natal das Crianças                                     | Co- Apresentadora | RTP1        |
| 2004       | Festa de Aniversário da RTP/RDP                        | Co- Apresentadora | RTP1        |
| 2005       | Todos ao Oceanário                                     | Co- Apresentadora | RTP1        |
| 2005       | Seleção Interna Portuguesa para a Eurovisão 2005       | Apresentora com Eládio Clímaco | RTP1        |
| 2005       | MTV Music Awards Lisboa                                | Co- Apresentadora | RTP1        |
| 2005       | Missão AJUDAR                                          | Co- Apresentadora | RTP1        |
| 2005       | Circo de Natal RTP                                     | Co- Apresentadora | RTP1        |
| 2005       | Solidariedade África                                   | Co- Apresentadora | RTP1        |
| 2005       | Passagem de Ano RTP                                    | Co- Apresentadora | RTP1        |
| 2006       | Gala Prata de Ouro 2006                                | Co- Apresentadora | RTP1        |
| 2006       | A Caminho dos 50                                       | Co- Apresentadora | RTP1        |
| 2006       | Programa de Inauguração do Campo Pequeno               | Co- Apresentadora | RTP1        |
| 2006       | Gala do Pirilampo Mágico                               | Co- Apresentadora | RTP1        |
| 2012       | Sabores de Portugal                                    | Apresentadora, ao lado de João Baião | RTP1        |
| 2017       | Danças do Mundo                                        | Concorrente | RTP1        |
| 2018       | Carnaval de Loures 2018                                | Co- Apresentadora | RTP1        |
| 2018       | Marchas populares de Lisboa                            | Apresentadora, ao lado de José Carlos Malato | RTP1        |
| 2019       | Marchas populares de Lisboa                            | Apresentadora, ao lado de José Carlos Malato | RTP1        |
| 2019       | Festa de Verão - Costa da Caparica                     | Apresentadora, ao lado de José Carlos Malato | RTP1        |
| 2019       | Magalhães - 500 Anos da Circum-Navegação               | Co- Apresentadora | RTP1        |
| 2020       | Rota N2                                                | Co- Apresentadora | RTP1        |
| 2020       | Jardins Históricos                                     | Co- Apresentadora | RTP1        |
| 2020       | Festa da Flor - Madeira                                | Apresentadora, ao lado de José Carlos Malato | RTP1        |
| 2020       | Maratona da Saúde                                      | Apresentadora, ao lado de José Carlos Malato | RTP1        |
| 2021       | Festa das Vindimas                                     | Co- Apresentadora | RTP1        |
| 2021       | Rumo a Tóquio                                          | Apresentadora, ao lado de José Carlos Malato | RTP1        |
| 2022       | Marchas populares de Lisboa                            | Apresentadora, ao lado de José Carlos Malato | RTP1        |
| 2022       | Parque Mayer - 100 Anos                                | Apresentadora, ao lado de José Carlos Malato e Inês Carranca                                                                                     | RTP1        |
| 2023       | Festival Bom para a Madeira                            | Apresentadora, ao lado de Duarte Rebolo e Catarina Fernandes                                                                                     | RTP Madeira |
| 2023       | Marchas populares de Lisboa                            | Apresentadora, ao lado de José Carlos Malato | RTP1        |
| 2023       | Adeus 2023                                             | Apresentadora, ao lado de José Carlos Malato, Inês Carranca, Tiago Góes Ferreira, José Manuel Monteiro, Lara Lopes, Licínia Macedo e Graça Moniz | RTP1        |
| 2024       | A Nossa Tarde - Especial Carnaval                      | Apresentadora, ao lado de José Carlos Malato, Inês Carranca e Tiago Góes Ferreira.                                                               | RTP1        |
| 2024/ 2025 | Marchas populares de Lisboa                            | Apresentadora, ao lado de José Carlos Malato e Tiago Góes Ferreira                                                                               | RTP1        |

## Experiências Profissionais (Outros)
| Ano         | Nome                                 | Trabalho              | Produção                                          |
| 2002 - 2003 | -                                    | Jornalista estagiária | RTP                                               |
| 2002 - 2003 | Editorial de Sociedade do Telejornal | Jornalista            | RTP                                               |
| 1999 - 2002 | Iniciação ao Jornalismo              | Formadora             | EPI                                               |
| 2000 - 2001 | -                                    | Jornalista contratada | RTP                                               |
| 2000        | -                                    | Jornalista estagiária | Sport TV                                          |
| 1999        | -                                    | Estágio Profissional  | RTP                                               |
| 1998 - 1999 | -                                    | Estágio Curricular    | Grupo Singer Portugal                             |
| 1996        | -                                    | Estágio               | Rádio Clube Português, atual Rádio Nova (96.6 FM) |